# Petermann-Land

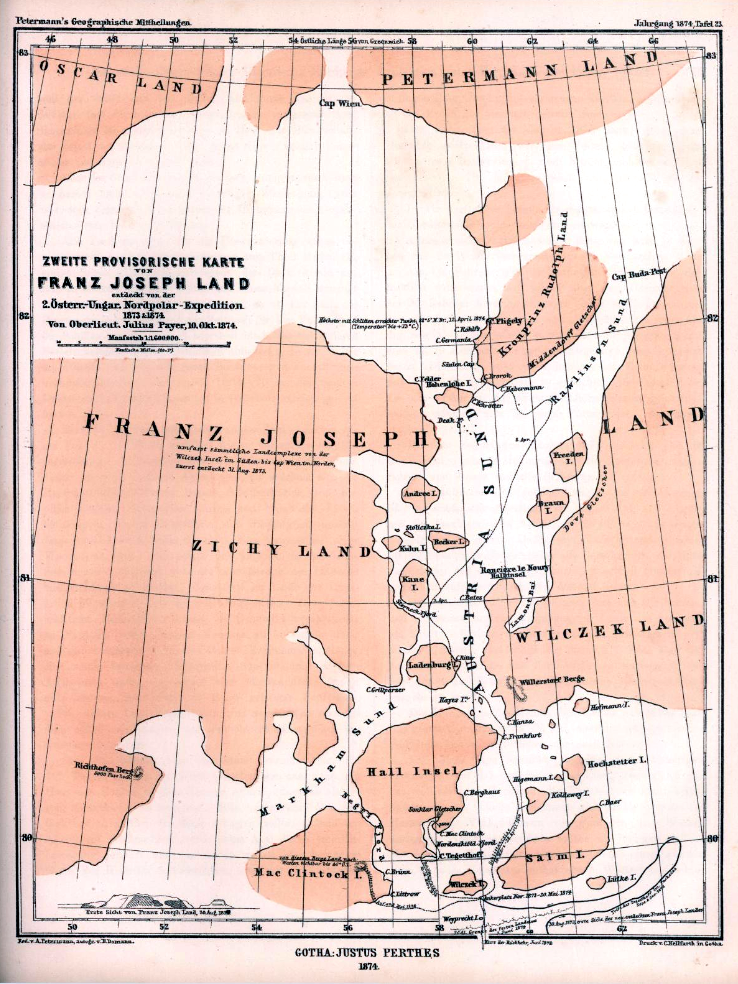
Petermanns provisorische Karte Franz-Josephs-Lands nach Payers Angaben mit Petermann-Land im Norden

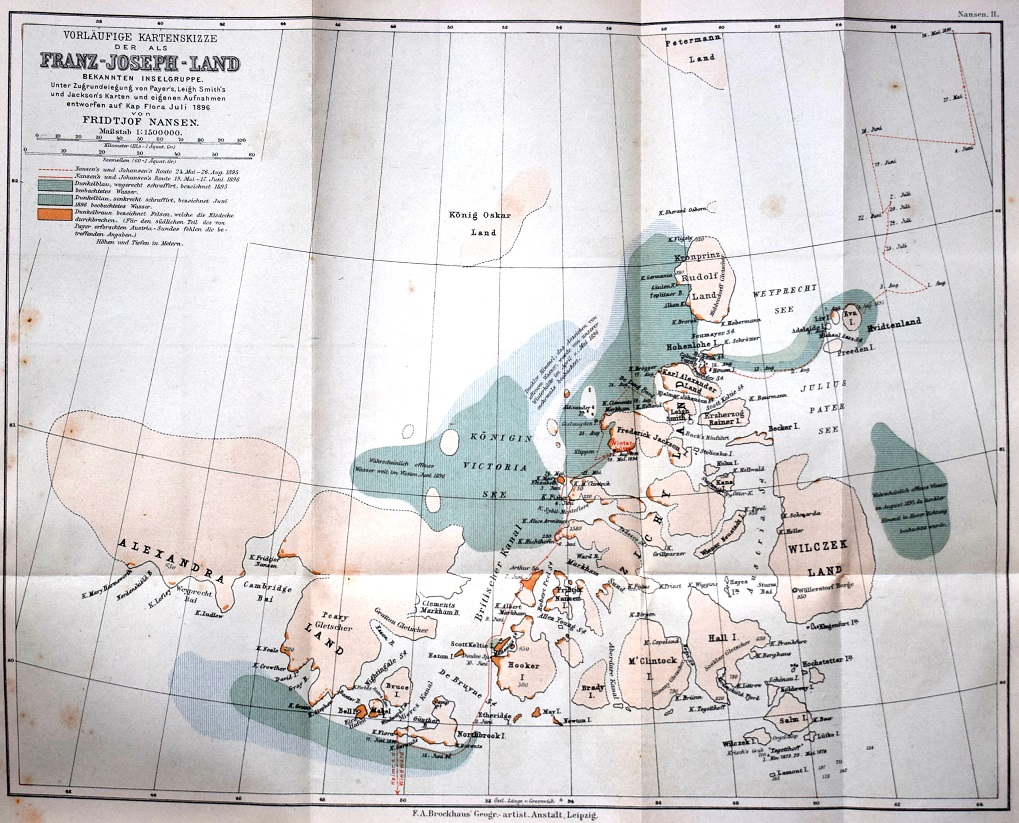
Nansens Karte von 1896

Petermann-Land ist eine Phantominsel im Arktischen Ozean, die nördlich der Rudolf-Insel im Archipel Franz-Josef-Land vermutet wurde.
Während der Österreichisch-Ungarischen Nordpolexpedition, deren wichtigstes Ergebnis die Entdeckung Franz-Josef-Lands war, drang Julius Payer 1874 auf seiner dritten Schlittenreise bis Kap Fligely auf der Rudolf-Insel vor. Hier meinten er und Schiffsfähnrich Eduard Orel, im Norden in einer Entfernung von 60 bis 70 Meilen weiteres Land zu sehen. Payer benannte es zu Ehren des Geographen August Petermann, der als führender Verfechter der Theorie vom eisfreien Nordpolarmeer großen Einfluss auf die Polarforschung seiner Zeit hatte. Petermann hatte auch die Österreichisch-Ungarische Nordpolexpedition beraten. Das bergige Westende Petermann-Lands, von dem Payer meinte, dass es „noch jenseits des 83. Breitengrades“ läge, nannte dieser Kap Wien. Die Landmasse, die er im Nordwesten zu sehen glaubte, erhielt den Namen König-Oskar-Land.
Erste Zweifel an der Existenz des Petermann-Lands kamen Fridtjof Nansen, als er auf seiner Expedition mit der Fram das Schiff verließ und mit seinem Begleiter Fredrik Hjalmar Johansen Franz-Josef-Land durchquerte:

„… allein daß Petermann-Land jedenfalls nicht von bedeutender Größe sein kann, scheint durch unsere Beobachtungen bewiesen zu sein, da wir kein Land gesehen haben, als wir auf dem Wege nach Süden östlich davon in geringer Entfernung vorbeikamen; auch schien das Eis thatsächlich ungehindert nach Westen zu treiben, als wir auf der Breite von Petermann-Land waren.“

Auf Nansens eigener Karte war Petermann-Land aber weiterhin verzeichnet. Payer verteidigte seine vermeintliche Entdeckung mit dem zutreffenden Hinweis darauf, dass Nansens Chronometer schon seit zwei Monaten stillstanden, als er „ohne eigentliche Orientierung“ durch den Norden Franz-Josef-Lands zog. Frederick Jackson, der zwischen 1894 und 1897 den zentralen Bereich Franz-Josef-Lands kartierte, kam nicht weit genug in den Norden, um die Frage entscheiden zu können, teilte aber Nansens Zweifel.
Im Jahr 1900 unternahm Luigi Amadeo von Savoyen den Versuch, über das Franz-Joseph-Land zum Nordpol zu gelangen. Dazu wollte er mit seinem Schiff Stella Polare so weit nach Norden fahren wie möglich, bis zur Rudolf-Insel oder lieber noch bis zum Petermann-Land. Obwohl Umberto Cagni mit zwei Begleitern bis auf 86° 34′ nördlicher Breite vorstieß, konnte er keine Spur der hypothetischen Insel entdecken.
Den endgültigen Beweis, dass das Petermann-Land nicht existiert, erbrachte 1912–1914 die russische Expedition von Georgi Brussilow. Sein im Eis festgefrorener Schoner St. Anna driftete mitten durch die angenommene Insel hindurch. Da in keiner Richtung Land gesehen wurde, stand fest, dass Payer sich geirrt hatte. Der Grund für seinen Fehler ist in den komplizierten Beobachtungsbedingungen in der Arktis zu suchen, insbesondere in Luftspiegelungen und oft zähem Nebel.